# アリエル・ヴロメン
アリエル・ヴロメン（Ariel Vromen、1973年2月14日 - ）は、イスラエルの映画監督、脚本家である。

## 経歴
1973年2月14日、テルアビブに生まれる。フェデリコ・フェリーニやイングマール・ベルイマン、マーティン・スコセッシの映画を見て育った。ケント大学にて法律を学び、学位を取得したのち、ロサンゼルス・フィルム・スクールとニューヨーク大学にて映画を学んだ。
2005年、『ザ・カオス』の監督と脚本を手がける。2006年、マリサ・トメイ主演の『Danika』を監督する。マイケル・シャノン主演の『THE ICEMAN 氷の処刑人』（2012年）では監督と脚本、製作を手がけた。2016年、ケヴィン・コスナー主演の『クリミナル 2人の記憶を持つ男』を監督する。

## フィルモグラフィー

### 長編映画
- ザ・カオス Rx （2005年） - 監督・脚本
- Danika （2006年） - 監督
- THE ICEMAN 氷の処刑人 The Iceman （2012年） - 監督・脚本・製作
- クリミナル 2人の記憶を持つ男 Criminal（2016年） - 監督

### 短編映画
- Jewel of the Sahara （2001年） - 監督・脚本・製作・編集